# Bryant–Denny Stadium
O Bryant–Denny Stadium é um estádio localizado em Tuscaloosa, Alabama, Estados Unidos, possui capacidade total para 101.821 pessoas, é a casa do time de futebol americano universitário Alabama Crimson Tide da Universidade do Alabama. O estádio foi inaugurado em 1929 com capacidade para 18.000 pessoas, passou por ampliações ao longo da sua história, atualmente é o sétimo maior estádio do país.